# Manfred Fink
Manfred Fink (* 1958 in Frankfurt am Main) ist ein deutscher Opernsänger (Tenor). Er ist Ensemble-Mitglied der Deutschen Oper am Rhein in Düsseldorf.

## Leben
Fink ist in dem Karbener Stadtteil Petterweil aufgewachsen. Als Jugendlicher besuchte er die Musikschule Bad Vilbel. Vor seiner Ausbildung zum Opernsänger versuchte sich Fink unter den Künstlernamen Marc Martin und Manfred Rosen als Schlagersänger. Nachdem sein Talent entdeckt wurde, studierte er klassischen Gesang in Frankfurt am Main und Modena.
1981 trat der Künstler als Operntenor in das Ensemble der Deutschen Oper am Rhein in Düsseldorf ein. 1983 wurde er mit dem Förderpreis der Stadt Düsseldorf ausgezeichnet. Gastauftritte führten den Sänger auf alle großen deutschen Opernbühnen und zu internationalen Auftritten an der Mailänder Scala, der Staatsoper Wien sowie weiteren bekannten Opernhäuser in Europa, Nordamerika und Japan.

## Diskografie
Tonträger auf denen Fink zu hören ist:
- Explosive Classics, Naxos, ohne Jahr
- Love and peace, Naxos, ohne Jahr
- Georg Friedrich Händel, Te Deum laudamus, EMI-Eelectrola, 1983
- Arthur Honegger, Le roi David, Orfeo, 1992
- Robert Schumann, Orchesterwerke, Ebs, 1993
- 50. Weihnachtskonzert, Engelsmann Life Records, 1995
- Ludwig van Beethoven, Symphony no 9 in D minor, Op. 125 „Choral“, Dirigent: Bela Drahos, Naxos, 1996
- Discover the symphonie (1998 edition), Naxos, 1998
- Football - Classical music that celebrates the great game, Naxos, 2001
- Michael J Gelb's Discover Your Genius' CD, Spring Hill Music, 2002
- Instruments of the Orchestra, Jeremy Siepmann CD, Naxos, 2002
- Vincero, Morgenrot-Verlag, 2004
- Classical Kids - The Best Of Beethoven CD, Children’s Group, 2004, erschien 2005 auch als Enfants Classiques - Le Meilleur De Beethoven CD und als Niños Clásicos - Lo Mejor De Beethoven CD
- Very Best Of Beethoven CD, Naxos, 2005
- Wohlfühlmusik, Morgenrot, 2005

Singles als Schlagersänger:
- Marc Martin: Ich fahr' ihr hinterher / Es ist viel zu spät, Bellaphon, 1974
- Manfred Rosen: Ich schenke Dir mein Lied / Das ist die Welt für mich, BASF, 1976
- Manfred Rosen: Geh, geh, geh / Mit Dir fängt das Leben erst an, EMI-Electrola, 1977

## Filmografie
- 1991: Die Entführung aus dem Serail, Komische Oper in drei Akten von Wolfgang Amadeus Mozart, Regie: Claus Viller, Manfred Fink als Pedrillo, 1991[4]

## Trivia
Der Opernsänger war zeitweise als Handballmanager beim TV Petterweil tätig.